# 木村敦志
木村 敦志（きむら あつし、1984年5月1日 - ）は、大阪府茨木市出身の元プロサッカー選手。ポジションはゴールキーパー（GK）。

## 来歴
小学4年生の頃に地元茨木市の太田JFCでサッカーを始める。当時から長身だったため最初からポジションはGKだった。中学時代からガンバ大阪の下部組織でプレーし、2003年にトップチームに昇格。若い頃から各年代の日本代表にも選出され、2001年にはU-17日本代表としてU-17世界選手権、2005年にはU-21日本代表として第33回トゥーロン国際大会に出場した。
G大阪では松代直樹や藤ヶ谷陽介といった先輩GKたちの後塵を拝し、長らく出場機会を得られなかったが、入団7年目の2009年12月29日、天皇杯準決勝・ベガルタ仙台戦で公式戦初出場を果たした。このときは第1GKの藤ヶ谷がインフルエンザ、第2GKの松代が怪我を抱えていたことから木村に出番が訪れ、チームは2-1で勝利した。
2010年はAFCチャンピオンズリーグのグループリーグ2試合（第2節・河南建業、第4節・シンガポール・アームド・フォーシズ）に出場した。2010年と2011年は藤ヶ谷に次ぐ第2GKとしてリーグ戦全試合にベンチ入りした。
2012年は5月2日のAFCチャンピオンズリーグ・浦項スティーラース戦から先発に定着、5月6日のJ1第10節・大宮アルディージャ戦でプロ10年目にしてJリーグ初出場を果たした
。その後もミスが目立った藤ヶ谷に代わってゴールを守り続けていたが、6月25日の練習中に右腓骨遠位端骨折により戦線離脱。10月後半までにはチームに合流し、12月には武田洋平の控えとして天皇杯でベンチ入り。
クラブがJ2に降格した2013年は出番がなく、クラブがJ1に復帰した2014年は新加入の東口順昭、河田晃兵に次ぐ第3GKという位置づけで、リーグ戦のベンチ入りは3試合にとどまった。2015年1月、現役引退が発表された。
現役引退後は、現役時代の先輩である新井場徹からの依頼を受けて、新井場が代表を務めるFCティアモ枚方のサッカースクールでGKコーチを務めている。引退直後の2015年夏には、正GKのキム・ジンヒョンの負傷でGK陣が手薄になったセレッソ大阪から現役復帰のオファーが届いたことや、オファーを固辞したことが報じられた。

## 人物・エピソード
- クラブやサポーターからは、その風貌やプレースタイルから「浪速のブッフォン」という愛称で呼ばれた[3]。
- 同じ誕生日（5月1日）という理由から、当時チームメイトの星原健太との共同ブログを2011年5月に開設。
- 2013年12月、一般女性との婚約を発表[20]。
- 公式サイト「おにぎり革命」を開設[21]。既存のJリーガーを越えた取り組みからネット上で「サッカー選手らしくない」と話題になる[22]。
- ガンバのサポーターであることを公言しているたむらけんじと親交が深く、「第3回たむけんCUP」（たむらの主催で2015年1月11日にJ-GREEN堺で開かれたアマチュアフットサル大会）が、ゴールキーパーとしての引退試合になった。現役引退後の2015年からは、GKコーチとして活動するかたわら、たむらが経営する炭火焼肉たむらの店舗運営・メニュー開発にも携わっている。木村自身は、「現役時代に（たむらを含めて）多くの経営者と出会ったことで、多くのことを学んだ。自分も、将来は会社の経営を通じて他人を楽しませたいので、（そのための修業の一環として）新井場やたむらの仕事を手伝っている」と語っている[18]。

## 所属クラブ
ユース経歴
- 1993年 - 1996年 太田JFC（茨木市立太田小学校）
- 1997年 - 1999年 ガンバ大阪ジュニアユース（茨木市立太田中学校）
- 2000年 - 2002年 ガンバ大阪ユース（向陽台高等学校）

プロ経歴
- 2003年 - 2014年 ガンバ大阪

## 個人成績
| 国内大会個人成績 | 国内大会個人成績 | 国内大会個人成績 | 国内大会個人成績 | 国内大会個人成績 | 国内大会個人成績 | 国内大会個人成績 | 国内大会個人成績 | 国内大会個人成績 | 国内大会個人成績 | 国内大会個人成績 | 国内大会個人成績 |
| 年度             | クラブ           | 背番号           | リーグ           | リーグ戦         | リーグ戦         | リーグ杯         | リーグ杯         | オープン杯       | オープン杯       | 期間通算         | 期間通算         |
| 年度             | クラブ           | 背番号           | リーグ           | 出場             | 得点             | 出場             | 得点             | 出場             | 得点             | 出場             | 得点             |
| 日本             | 日本             | 日本             | 日本             | リーグ戦         | リーグ戦         | リーグ杯         | リーグ杯         | 天皇杯           | 天皇杯           | 期間通算         | 期間通算         |
| ---------------- | ---------------- | ---------------- | ---------------- | ---------------- | ---------------- | ---------------- | ---------------- | ---------------- | ---------------- | ---------------- | ---------------- |
| 2003             | G大阪            | 31               | J1               | 0                | 0                | 0                | 0                | 0                | 0                | 0                | 0                |
| 2004             | G大阪            | 31               | J1               | 0                | 0                | 0                | 0                | 0                | 0                | 0                | 0                |
| 2005             | G大阪            | 31               | J1               | 0                | 0                | 0                | 0                | 0                | 0                | 0                | 0                |
| 2006             | G大阪            | 31               | J1               | 0                | 0                | 0                | 0                | 0                | 0                | 0                | 0                |
| 2007             | G大阪            | 29               | J1               | 0                | 0                | 0                | 0                | 0                | 0                | 0                | 0                |
| 2008             | G大阪            | 29               | J1               | 0                | 0                | 0                | 0                | 0                | 0                | 0                | 0                |
| 2009             | G大阪            | 29               | J1               | 0                | 0                | 0                | 0                | 1                | 0                | 1                | 0                |
| 2010             | G大阪            | 29               | J1               | 0                | 0                | 0                | 0                | 0                | 0                | 0                | 0                |
| 2011             | G大阪            | 29               | J1               | 0                | 0                | 0                | 0                | 0                | 0                | 0                | 0                |
| 2012             | G大阪            | 29               | J1               | 6                | 0                | 0                | 0                | 0                | 0                | 6                | 0                |
| 2013             | G大阪            | 29               | J2               | 0                | 0                | -                | -                | 0                | 0                | 0                | 0                |
| 2014             | G大阪            | 18               | J1               | 0                | 0                | 0                | 0                | 0                | 0                | 0                | 0                |
| 通算             | 日本             | 日本             | J1               | 6                | 0                | 0                | 0                | 1                | 0                | 7                | 0                |
| 通算             | 日本             | 日本             | J2               | 0                | 0                | -                | -                | 0                | 0                | 0                | 0                |
| 総通算           | 総通算           | 総通算           | 総通算           | 6                | 0                | 0                | 0                | 1                | 0                | 7                | 0                |

| 国際大会個人成績 | 国際大会個人成績 | 国際大会個人成績 | 国際大会個人成績 | 国際大会個人成績 | FIFA      | FIFA      |
| 年度             | クラブ           | 背番号           | 出場             | 得点             | 出場      | 得点      |
| AFC              | AFC              | AFC              | ACL              | ACL              | クラブW杯 | クラブW杯 |
| ---------------- | ---------------- | ---------------- | ---------------- | ---------------- | --------- | --------- |
| 2006             | G大阪            | 29               | 0                | 0                | -         | -         |
| 2008             | G大阪            | 29               | 0                | 0                | 0         | 0         |
| 2009             | G大阪            | 29               | 0                | 0                | -         | -         |
| 2010             | G大阪            | 29               | 2                | 0                | -         | -         |
| 2011             | G大阪            | 29               | 0                | 0                | -         | -         |
| 2012             | G大阪            | 29               | 1                | 0                | -         | -         |
| 通算             | AFC              | AFC              | 3                | 0                | 0         | 0         |

- 公式戦初出場 - 2009年12月29日 天皇杯準決勝 vsベガルタ仙台（国立競技場）
- Jリーグ初出場 - 2012年5月6日 J1第10節 vs大宮アルディージャ（NACK5スタジアム大宮）

## タイトル

### クラブ
ガンバ大阪ユース
- Jユースカップ：2回（2000年、2002年）

ガンバ大阪
- Jリーグ ディビジョン1：2回（2005年、2014年）
- Jリーグ ディビジョン2：1回（2013年）
- ナビスコカップ：2回（2007年、2014年）
- 天皇杯：3回（2008年、2009年、2014年）
- ゼロックススーパーカップ：1回（2007年）
- AFCチャンピオンズリーグ：1回（2008年）
- パンパシフィックチャンピオンシップ：1回（2008年）

## 代表歴
- U-15日本代表
- U-16日本代表
- U-17日本代表
  - 2001年 - U-17ワールドカップ
- U-18日本代表
- U-21日本代表
  - 2005年 - 第33回トゥーロン国際大会